# 宇治入り
宇治入り（うじいり）とは、平安時代後期（院政期）から鎌倉時代にかけて行われていた藤氏長者（摂関）の就任儀礼の1つ。就任後に初めて宇治の平等院に参詣し、境内並びに経蔵の収蔵物を確認する行事とされている。

## 内容
藤原忠実が嘉承元年1月16日（1106年2月21日）に実施したのが最初の例で、初期の例外は除いて就任後1年以内、遅くてもほぼ2年以内に実施されている（延期によって2年を越した例はある）。
平等院は藤原頼通が建てた寺院であり、頼通の曾孫である忠実が藤原北家内の他流（非頼通流）に対して自らを摂関家の正統な後継者であることを示すために始めたとみられているが、具体的な動機などについては不明点が多い。
宇治入りが行われる日は、京都の氏長者邸より行列を仕立てて出立し、相伴公卿（通常は後継者である子弟で、いない場合には近親者などが代行）、家司（殿上人・地下公卿・四位・五位・六位）、随身、舎人などが付き従った。巳の刻に宇治川の東岸に着くと、氏長者らは船で渡河しながら平等院に入った（下級の供奉人や道具類は宇治橋を迂回した）。
平等院に入った氏長者は本堂に隣接した施設で平等院側から饗饌を受けた後に本堂に入り、相伴公卿・平等院執印（長吏）同席の元、御誦経に参加し、氏長者に就任したことに対する祖霊への感謝の念と将来の繁栄を誓う経文を読み上げる。その後、阿弥陀堂（現在の鳳凰堂）と五大堂で礼拝した後に経蔵に入って開検に臨み、厨子に納められた目録並びに起請文（頼通の命を受けて源師房が執筆したもの）を確認し、続いて「桜御厨子」と呼ばれる別の厨子に納められた仏舎利と本尊である愛染明王（空海が唐から持ち帰ったとされる）を礼拝し、氏長者自らが「桜御厨子」を閉じて封をした後に、残された宝物を確認し、また氏長者が新たな宝物を明細と共に施入する（これらの宝物は必ず氏長者が封をする）。経蔵の確認は夕方まで行われた後、氏長者は本堂もしくは長者宿所にて平等院側より羞膳を受け、その間に平等院の執印（長吏）が氏長者に代わって経蔵に封を行う。それが終わると、氏長者一行は帰途に就き、夜から深夜に帰京した。
宇治入りの際には摂関家側の家司と執印（長吏）以下の平等院の僧侶の間で事前の準備が進められたが、その負担を巡って衝突することもあり、特に摂関家の嫡流ではない九条兼実の氏長者継承以降、摂関家領の細分化が進んだこともあり、本来は氏長者の負担であるべき費用を平等院側が負うことになり、平等院側の負担が大きくなっていった。このため、氏長者が意思疎通の円滑化を図るために事前に近親者など自己の意向に忠実な者を執印（長吏）に任じるなどの対応を取ることもあった。